# Two Crude Dudes
Two Crude Dudes (Crude Buster no Japão, ou simplesmente Two Crude nos EUA) é um jogo beat 'em up lançado para arcade em 1991 pela fabricante japonesa de jogos eletrônicos Data East. 

## Enredo
Após a destruição da cidade de Nova York por explosões nucleares de origem desconhecida, o processo de reconstrução da cidade é interrompido pela ação da misteriosa gangue New Valley, que assumiu o controle da cidade. O governo contrata dois mercenários para entrar secretamente nas ruínas e por fim ao reinado de caos da New Valley e reestabelecer a ordem. Eles são conhecidos como Two Crude Dudes.

## Jogabilidade
Two Crude Dudes é um beat 'em up que pode ser jogado por uma ou duas pessoas, simultaneamente. As fases são ambientadas nas ruínas de Nova York, e o ambiente é infestado de marginais, guerrilheiros, terroristas e mutantes. Para enfrentá-los, os Dudes podem usar armas encontradas pelo chão ou mesmo elementos do cenário como postes e até carcaças de carros. Ao final de cada fase, um chefe deve ser derrotado para que se consiga ir ao estágio seguinte. O tempo é limitado e há uma barra de energia, que diminui a cada vez que o jogador é atingido.

## Versões
O jogo foi portado para Mega Drive no ano seguinte ao seu lançamento para arcade. A versão japonesa mantém o nome Crude Buster, já a versão americana saiu como Two Crude Dudes, diferente da versão arcade que se chama apenas Two Crude.